# Esquirol de Gray
L'esquirol de Gray (Callosciurus inornatus) és una espècie de rosegador de la família dels esciúrids. Viu a la Xina, Laos i el Vietnam. Es tracta d'un animal arborícola. Els seus hàbitats naturals són els boscos secundaris, pertorbats i perennifolis, tant secs com humits. Es creu que no hi ha cap amenaça significativa per a la supervivència d'aquesta espècie, tot i que a Laos és objecte de caça.